# Llista de topònims de Centelles
Llista de topònims (noms propis de lloc) del municipi de Centelles, a Osona
Informació actualitzada per un bot. Els canvis manuals es perdran quan s'actualitzi!

## cabana
| imatge | Nom                 | Ubicat a  | instància de | Detalls | coordenades                                                         | Protecció | Commons (més fotos) | Dades a WD                    |
| ------ | ------------------- | --------- | ------------ | ------- | ------------------------------------------------------------------- | --------- | ------------------- | ----------------------------- |
|        | cobert de Can Cua   | Centelles | cabana       |         | 41° 48′ 24″ N, 2° 13′ 15″ E / 41.8067267461116°N,2.22091582318335°E |           |                     | Modifica les dades a Wikidata |
|        | corral de la Rovira | Centelles | cabana       |         | 41° 46′ 57″ N, 2° 11′ 55″ E / 41.7826143667652°N,2.19852421834908°E |           |                     | Modifica les dades a Wikidata |

## carrer
| imatge | Nom                                    | Ubicat a  | instància de        | Detalls                     | coordenades                                                                         | Protecció                                  | Commons (més fotos)                    | Dades a WD                    |
| ------ | -------------------------------------- | --------- | ------------------- | --------------------------- | ----------------------------------------------------------------------------------- | ------------------------------------------ | -------------------------------------- | ----------------------------- |
|        | Carrer Sant Antoni                     | Centelles | carrer              |                             | 41° 47′ 53″ N, 2° 13′ 11″ E / 41.797935°N,2.219821°E                                |                                            | Carrer Sant Antoni (Centelles)         | Modifica les dades a Wikidata |
|        | Conjunt plaça i carrer dels Estrangers | Centelles | carrer              | Estil: arquitectura popular | 41° 47′ 53″ N, 2° 13′ 11″ E / 41.798045°N,2.219753°E                                | bé integrant del patrimoni cultural català | Conjunt plaça i carrer dels Estrangers | Modifica les dades a Wikidata |
|        | carrer de Sant Martí                   | Centelles | carrer conjunt urbà |                             | 41° 47′ 39″ N, 2° 13′ 04″ E / 41.79402923583984°N,2.217724084854126°E ca:Sant Martí |                                            |                                        | Modifica les dades a Wikidata |

## casa
| imatge | Nom                                                   | Ubicat a  | instància de | Detalls                                                                                          | coordenades                                                                              | Protecció                                  | Commons (més fotos)                    | Dades a WD                    |
| ------ | ----------------------------------------------------- | --------- | ------------ | ------------------------------------------------------------------------------------------------ | ---------------------------------------------------------------------------------------- | ------------------------------------------ | -------------------------------------- | ----------------------------- |
|        | Ca l'Esteve                                           | Centelles | casa         | Estil: arquitectura popular 1565                                                                 | 41° 47′ 52″ N, 2° 13′ 10″ E / 41.797869°N,2.219329°E ca:Plaça Vella, 7 524 msnm          | bé integrant del patrimoni cultural català | Ca l'Esteve (Centelles)                | Modifica les dades a Wikidata |
|        | Cal Xicorrei                                          | Centelles | casa         | Arquitecte: Manuel Joaquim Raspall i Mayol Estil: arquitectura eclèctica arquitectura modernista | 41° 47′ 54″ N, 2° 13′ 08″ E / 41.798317°N,2.21901°E 524 msnm                             | bé integrant del patrimoni cultural català | Cal Xicorrei                           | Modifica les dades a Wikidata |
|        | Can Crevillet                                         | Centelles | casa         | Estil: arquitectura popular 18th century                                                         | 41° 47′ 44″ N, 2° 13′ 07″ E / 41.795667°N,2.218657°E ca:Carrer Serrat 20 508 msnm        | bé integrant del patrimoni cultural català | Can Crevillet                          | Modifica les dades a Wikidata |
|        | Can Gallifa                                           | Centelles | casa         | Estil: arquitectura popular 18th century                                                         | 41° 48′ 02″ N, 2° 13′ 11″ E / 41.800492°N,2.21967°E ca:C. Jesús, 62 522 msnm             | bé integrant del patrimoni cultural català | Can Gallifa (Centelles)                | Modifica les dades a Wikidata |
|        | Can Moixo                                             | Centelles | casa         | Estil: arquitectura popular 18th century                                                         | 41° 48′ 00″ N, 2° 13′ 10″ E / 41.80004°N,2.219351°E ca:C. Jesús, 44 527 msnm             | bé integrant del patrimoni cultural català | Casa Josep Pujalt (Centelles)          | Modifica les dades a Wikidata |
|        | Can Pedralba                                          | Centelles | casa         | Estil: arquitectura popular 18th century                                                         | 41° 48′ 00″ N, 2° 13′ 10″ E / 41.800121°N,2.219314°E ca:C. Jesús, 57 522 msnm            | bé integrant del patrimoni cultural català | Can Pedralba                           | Modifica les dades a Wikidata |
|        | Can Pratmarsó-Aranyó                                  | Centelles | casa         | 20th century                                                                                     | 41° 47′ 57″ N, 2° 13′ 17″ E / 41.79924°N,2.22128°E ca:Carrer Marquès de Peñaplata, 18    |                                            |                                        | Modifica les dades a Wikidata |
|        | Can Pratmarsó-Aranyó, carrer Marquès de Peñaplata, 20 | Centelles | casa         | 20th century                                                                                     | 41° 47′ 57″ N, 2° 13′ 17″ E / 41.79927°N,2.2214°E ca:Carrer Marquès de Peñaplata, 20     |                                            |                                        | Modifica les dades a Wikidata |
|        | Can Pratmarsó-Aranyó, carrer Marquès de Peñaplata, 22 | Centelles | casa         | Estil: arquitectura eclèctica 20th century                                                       | 41° 47′ 58″ N, 2° 13′ 17″ E / 41.79932°N,2.22151°E ca:Carrer Marquès de Peñaplata, 22    |                                            |                                        | Modifica les dades a Wikidata |
|        | Can Pratmarsó-Aranyó, carrer Marquès de Peñaplata, 26 | Centelles | casa         | 20th century                                                                                     | 41° 47′ 57″ N, 2° 13′ 18″ E / 41.7993°N,2.22173°E ca:Carrer Marquès de Peñaplata, 26     |                                            |                                        | Modifica les dades a Wikidata |
|        | Can Pratmarsó-Aranyó, carrer Marquès de Peñaplata, 28 | Centelles | casa         | 20th century                                                                                     | 41° 47′ 57″ N, 2° 13′ 19″ E / 41.7993°N,2.22186°E ca:Carrer Marquès de Peñaplata, 28     |                                            |                                        | Modifica les dades a Wikidata |
|        | Can Tesa                                              | Centelles | casa         | Estil: gòtic tardà 16th century 17th century                                                     | 41° 47′ 48″ N, 2° 13′ 08″ E / 41.796686°N,2.21891°E ca:C. Socós, 15 531 msnm             | bé integrant del patrimoni cultural català | Can Tesa (Centelles)                   | Modifica les dades a Wikidata |
|        | Casa Aguilar                                          | Centelles | casa         | Estil: arquitectura popular 18th century                                                         | 41° 47′ 56″ N, 2° 13′ 06″ E / 41.798835°N,2.218294°E ca:C. Jesús, 17 525 msnm            | bé integrant del patrimoni cultural català | Casa Aguilar (Centelles)               | Modifica les dades a Wikidata |
|        | Casa Buncàs                                           | Centelles | casa         | Estil: arquitectura popular 16th century                                                         | 41° 47′ 52″ N, 2° 13′ 07″ E / 41.79787°N,2.218568°E ca:C. Nou, 10 524 msnm               | bé integrant del patrimoni cultural català | Casa Buncàs                            | Modifica les dades a Wikidata |
|        | Casa Domingo                                          | Centelles | casa         |                                                                                                  | 41° 47′ 50″ N, 2° 13′ 09″ E / 41.7972°N,2.21906°E                                        | bé integrant del patrimoni cultural català | Casa Domingo                           | Modifica les dades a Wikidata |
|        | Casa Gaudí-Safores                                    | Centelles | casa         | Arquitecte: Manuel Joaquim Raspall i Mayol Estil: modernisme català arquitectura modernista      | 41° 47′ 54″ N, 2° 13′ 04″ E / 41.7983°N,2.21782°E                                        | bé integrant del patrimoni cultural català | Casa Gaudí-Safores                     | Modifica les dades a Wikidata |
|        | Casa Pau Giol                                         | Centelles | casa         | Estil: arquitectura popular                                                                      | 41° 47′ 53″ N, 2° 13′ 13″ E / 41.798127°N,2.220192°E ca:Sant Antoni, 12                  | bé integrant del patrimoni cultural català | Casa Pau Giol                          | Modifica les dades a Wikidata |
|        | Casa Pratmarsó                                        | Centelles | casa         | 1920                                                                                             | 41° 47′ 58″ N, 2° 13′ 19″ E / 41.79935°N,2.22197°E ca:Carrer Marquès de Peñaplata, 30    |                                            |                                        | Modifica les dades a Wikidata |
|        | Casa Salvador Ripoll                                  | Centelles | casa         | Arquitecte: Manuel Joaquim Raspall i Mayol Estil: arquitectura modernista                        | 41° 47′ 55″ N, 2° 13′ 14″ E / 41.798611111111°N,2.2205555555556°E ca:Carrer Hospital, 30 | bé integrant del patrimoni cultural català | Casa Salvador Ripoll (Centelles)       | Modifica les dades a Wikidata |
|        | Casa Sors                                             | Centelles | casa         | Estil: arquitectura barroca 18th century                                                         | 41° 47′ 51″ N, 2° 13′ 07″ E / 41.797486°N,2.218623°E ca:Pl. Major, 12 526 msnm           | bé integrant del patrimoni cultural català | Casa Sors                              | Modifica les dades a Wikidata |
|        | Casa Verdaguer                                        | Centelles | casa         | 20th century                                                                                     | 41° 47′ 57″ N, 2° 13′ 19″ E / 41.79913°N,2.22185°E ca:Carrer Marqués de Peñaplata, 33    |                                            |                                        | Modifica les dades a Wikidata |
|        | Marçó de Baix                                         | Centelles | casa         | Estil: arquitectura popular 19th century                                                         | 41° 47′ 51″ N, 2° 13′ 01″ E / 41.797367°N,2.217024°E ca:C. Galejadors, 2 536 msnm        | bé integrant del patrimoni cultural català | Marçó de Baix                          | Modifica les dades a Wikidata |
|        | habitatge al carrer Sant Martí, 41                    | Centelles | casa         | Estil: arquitectura popular                                                                      | 41° 47′ 37″ N, 2° 13′ 03″ E / 41.793611111111°N,2.2175°E ca:Carrer Sant Martí, 41        | bé integrant del patrimoni cultural català | Habitatge al carrer Sant Martí, 41     | Modifica les dades a Wikidata |
|        | habitatge al carrer Sant Martí, 48                    | Centelles | casa         | Estil: arquitectura popular                                                                      | 41° 47′ 37″ N, 2° 13′ 15″ E / 41.793611111111°N,2.2208333333333°E                        | bé integrant del patrimoni cultural català | Habitatge al carrer Sant Martí, 48     | Modifica les dades a Wikidata |
|        | habitatge al carrer de Sant Antoni, 1                 | Centelles | casa         | Estil: arquitectura popular                                                                      | 41° 47′ 53″ N, 2° 13′ 11″ E / 41.797935°N,2.219821°E                                     | bé integrant del patrimoni cultural català | Habitatge al carrer de Sant Antoni, 1  | Modifica les dades a Wikidata |
|        | habitatge al carrer de Sant Antoni, 14                | Centelles | casa         | Estil: arquitectura gòtica arquitectura del Renaixement                                          | 41° 47′ 53″ N, 2° 13′ 13″ E / 41.798172°N,2.220228°E                                     | bé integrant del patrimoni cultural català | Habitatge al carrer de Sant Antoni, 14 | Modifica les dades a Wikidata |
|        | habitatge al carrer de Sant Antoni, 9                 | Centelles | casa         | Estil: arquitectura popular                                                                      | 41° 47′ 54″ N, 2° 13′ 13″ E / 41.798235°N,2.220215°E                                     | bé integrant del patrimoni cultural català | Habitatge al carrer de Sant Antoni, 9  | Modifica les dades a Wikidata |

## curs d'aigua
| imatge | Nom                    | Ubicat a                                     | instància de                                               | Detalls                                                                      | coordenades                                                                                               | Protecció | Commons (més fotos)    | Dades a WD                    |
| ------ | ---------------------- | -------------------------------------------- | ---------------------------------------------------------- | ---------------------------------------------------------------------------- | --- | --------- | ---------------------- | ----------------------------- |
|        | Congost                | província de Barcelona Osona Vallès Oriental | curs d'aigua àrea protegida Pla d'Espais d'Interès Natural | Travessa: Osona Vallès Oriental Desemboca: Besòs Llarg: 41km Conca: 358.4km² | 41° 32′ 47″ N, 2° 15′ 05″ E / 41.546525°N,2.251326°E 41° 50′ 34″ N, 2° 10′ 58″ E / 41.842662°N,2.182677°E |           | Congost River          | Modifica les dades a Wikidata |
|        | riera de Marcó         | Centelles                                    | curs d'aigua                                               | Desemboca: Congost                                                           | 41° 47′ 56″ N, 2° 13′ 44″ E / 41.79885551119625°N,2.228883504867554°E                                     |           |                        | Modifica les dades a Wikidata |
|        | riera de Martinet      | el Brull Seva Aiguafreda Centelles           | curs d'aigua                                               | Desemboca: Congost Llarg: 10km                                               | 41° 47′ 14″ N, 2° 15′ 05″ E / 41.78721°N,2.25152°E ca:Sector nord del terme municipal d'Aiguafreda        |           | Riera de Martinet      | Modifica les dades a Wikidata |
|        | torrent de Sauva Negra | Castellcir Balenyà Centelles                 | curs d'aigua                                               | Desemboca: riera de Castellcir Llarg: 2.5km                                  | 41° 47′ 51″ N, 2° 11′ 18″ E / 41.797411°N,2.188224°E 41° 46′ 46″ N, 2° 10′ 06″ E / 41.779539°N,2.168372°E |           | Torrent de Sauva Negra | Modifica les dades a Wikidata |

## edifici
| imatge | Nom                                        | Ubicat a  | instància de                | Detalls                                                | coordenades | Protecció                                  | Commons (més fotos)            | Dades a WD                    |
| ------ | ------------------------------------------ | --------- | --------------------------- | ------------------------------------------------------ | --- | ------------------------------------------ | ------------------------------ | ----------------------------- |
|        | Centre parroquial de Centelles             | Centelles | edifici                     | Estil: noucentisme arquitectura eclèctica 20th century | 41° 47′ 57″ N, 2° 13′ 16″ E / 41.79921331047917°N,2.2210673595411836°E ca:C. Marquès de Peñaplata, 14 516 msnm                                                                        | bé cultural d'interès local                | Centre parroquial de Centelles | Modifica les dades a Wikidata |
|        | Habitatge, Ronda de les Coromines, 19      | Centelles | edifici                     | 1920                                                   | 41° 47′ 48″ N, 2° 13′ 22″ E / 41.79654°N,2.22272°E ca:Ronda de les Coromines, 19 |                                            |                                | Modifica les dades a Wikidata |
|        | Habitatge, avinguda Rodolf Batlle, 32-34   | Centelles | edifici edifici residencial | Estil: historicisme arquitectònic 20th century         | 41° 47′ 36″ N, 2° 13′ 10″ E / 41.79339°N,2.21939°E 41° 47′ 37″ N, 2° 13′ 10″ E / 41.79361343383789°N,2.219433069229126°E ca:Avinguda Rodolf Batlle, 32-34 ca:Av. Rodolf Batlle, 32-34 |                                            |                                | Modifica les dades a Wikidata |
|        | Habitatge, carrer Descatllar, 16           | Centelles | edifici                     | 1930                                                   | 41° 47′ 46″ N, 2° 13′ 20″ E / 41.7961°N,2.22232°E ca:Carrer Descatllar, 16 |                                            |                                | Modifica les dades a Wikidata |
|        | Habitatge, carrer Descatllar, 20           | Centelles | edifici                     | 20th century                                           | 41° 47′ 46″ N, 2° 13′ 21″ E / 41.79614°N,2.22244°E ca:Carrer Descatllar, 20 |                                            |                                | Modifica les dades a Wikidata |
|        | Habitatge, carrer Descatllar, 22           | Centelles | edifici                     | 20th century                                           | 41° 47′ 46″ N, 2° 13′ 21″ E / 41.79615°N,2.22251°E ca:Carrer Descatllar, 22 |                                            |                                | Modifica les dades a Wikidata |
|        | Habitatge, carrer Descatllar, 24           | Centelles | edifici                     | 20th century                                           | 41° 47′ 46″ N, 2° 13′ 21″ E / 41.79614°N,2.22239°E ca:Carrer Descatllar, 24 |                                            |                                | Modifica les dades a Wikidata |
|        | Habitatge, carrer Descatllar, 26           | Centelles | edifici                     | 20th century                                           | 41° 47′ 46″ N, 2° 13′ 21″ E / 41.79617°N,2.2226°E ca:Carrer Descatllar, 26 |                                            |                                | Modifica les dades a Wikidata |
|        | Habitatge, carrer Fortuny, 6               | Centelles | edifici                     | 18th century                                           | 41° 47′ 54″ N, 2° 13′ 17″ E / 41.79834°N,2.22143°E ca:Carrer Fortuny, 6 |                                            |                                | Modifica les dades a Wikidata |
|        | Habitatge, carrer Marquès de Peñaplata 3   | Centelles | edifici                     | 20th century                                           | 41° 47′ 56″ N, 2° 13′ 15″ E / 41.79901°N,2.22073°E ca:Carrer Marquès de Peñaplata 3                                                                                                   |                                            |                                | Modifica les dades a Wikidata |
|        | Habitatge, carrer Marquès de Peñaplata, 11 | Centelles | edifici                     | 19th century                                           | 41° 47′ 57″ N, 2° 13′ 16″ E / 41.79904°N,2.221°E ca:Carrer Marquès de Peñaplata, 11                                                                                                   |                                            |                                | Modifica les dades a Wikidata |
|        | Habitatge, carrer Marquès de Peñaplata, 32 | Centelles | edifici                     | 19th century                                           | 41° 47′ 58″ N, 2° 13′ 20″ E / 41.79939°N,2.22209°E ca:Carrer Marquès de Peñaplata, 32                                                                                                 |                                            |                                | Modifica les dades a Wikidata |
|        | Habitatge, carrer Marquès de Peñaplata, 34 | Centelles | edifici                     | 19th century                                           | 41° 47′ 58″ N, 2° 13′ 20″ E / 41.7994°N,2.22217°E ca:Carrer Marquès de Peñaplata, 34                                                                                                  |                                            |                                | Modifica les dades a Wikidata |
|        | Habitatge, carrer Marquès de Peñaplata, 36 | Centelles | edifici                     | 19th century                                           | 41° 47′ 58″ N, 2° 13′ 20″ E / 41.7994°N,2.22221°E ca:Carrer Marquès de Peñaplata, 36                                                                                                  |                                            |                                | Modifica les dades a Wikidata |
|        | Habitatge, carrer Marquès de Peñaplata, 7  | Centelles | edifici                     | 19th century                                           | 41° 47′ 56″ N, 2° 13′ 15″ E / 41.79902°N,2.22085°E ca:Carrer Marquès de Peñaplata, 7                                                                                                  |                                            |                                | Modifica les dades a Wikidata |
|        | Habitatge, carrer Marquès de Peñaplata, 9  | Centelles | edifici                     | 19th century                                           | 41° 47′ 57″ N, 2° 13′ 15″ E / 41.79904°N,2.22095°E ca:Carrer Marquès de Peñaplata, 9                                                                                                  |                                            |                                | Modifica les dades a Wikidata |
|        | Habitatge, carrer Sant Josep, 10           | Centelles | edifici                     | 20th century                                           | 41° 47′ 49″ N, 2° 13′ 20″ E / 41.79694°N,2.22211°E ca:Carrer Sant Josep, 10 |                                            |                                | Modifica les dades a Wikidata |
|        | Habitatge, carrer Sant Josep, 12           | Centelles | edifici                     | 20th century                                           | 41° 47′ 49″ N, 2° 13′ 19″ E / 41.7969°N,2.22203°E ca:Carrer Sant Josep, 12 |                                            |                                | Modifica les dades a Wikidata |
|        | Habitatge, carrer Sant Josep, 2            | Centelles | edifici                     | 20th century                                           | 41° 47′ 49″ N, 2° 13′ 21″ E / 41.79696°N,2.22241°E ca:Carrer Sant Josep, 2 |                                            |                                | Modifica les dades a Wikidata |
|        | Habitatge, carrer Sant Josep, 4            | Centelles | edifici                     | 20th century                                           | 41° 47′ 49″ N, 2° 13′ 20″ E / 41.79697°N,2.22226°E ca:Carrer Sant Josep, 4 |                                            |                                | Modifica les dades a Wikidata |
|        | Habitatge, carrer Sant Josep, 6            | Centelles | edifici                     | 20th century                                           | 41° 47′ 49″ N, 2° 13′ 20″ E / 41.797°N,2.22233°E ca:Carrer Sant Josep, 6 |                                            |                                | Modifica les dades a Wikidata |
|        | Habitatge, carrer Sant Josep, 8            | Centelles | edifici                     | 20th century                                           | 41° 47′ 49″ N, 2° 13′ 20″ E / 41.79694°N,2.22217°E ca:Carrer Sant Josep, 8 |                                            |                                | Modifica les dades a Wikidata |
|        | Habitatge, carrer Serrat, 50               | Centelles | edifici                     | 18th century                                           | 41° 47′ 41″ N, 2° 13′ 06″ E / 41.79485°N,2.21845°E ca:Carrer Serrat, 50 |                                            |                                | Modifica les dades a Wikidata |
|        | Societat Coral La Violeta                  | Centelles | edifici                     | Estil: arquitectura eclèctica 1897                     | 41° 47′ 55″ N, 2° 13′ 08″ E / 41.798676°N,2.218789°E ca:Anselm Clavé, 1 | bé integrant del patrimoni cultural català | Societat Coral La Violeta      | Modifica les dades a Wikidata |
|        | el Corral de la Rovira                     | Centelles | edifici                     | 18th century                                           | 41° 47′ 42″ N, 2° 12′ 55″ E / 41.79508°N,2.21526°E ca:Mas el Corral de la Rovira |                                            |                                | Modifica les dades a Wikidata |
|        | el Mestre                                  | Centelles | edifici masia               | 16th century                                           | 41° 47′ 41″ N, 2° 13′ 12″ E / 41.79467°N,2.21995°E 41° 47′ 41″ N, 2° 13′ 12″ E / 41.794654846191406°N,2.2201058864593506°E ca:Carrer Sant Jaume, 28 ca:Sant Jaume, 28                 |                                            |                                | Modifica les dades a Wikidata |
|        | el molí del Rossell                        | Centelles | edifici                     | 1572                                                   | 41° 47′ 17″ N, 2° 14′ 12″ E / 41.78802°N,2.23661°E ca:Mas el Rossell |                                            |                                | Modifica les dades a Wikidata |

## església
| imatge | Nom                                  | Ubicat a  | instància de     | Detalls                                          | coordenades                                                                                           | Protecció                                  | Commons (més fotos)                  | Dades a WD                    |
| ------ | ------------------------------------ | --------- | ---------------- | ------------------------------------------------ | --- | ------------------------------------------ | ------------------------------------ | ----------------------------- |
|        | Mare de Déu dels Socors de Centelles | Centelles | església         | Estil: arquitectura del Renaixement 16th century | 41° 47′ 47″ N, 2° 13′ 08″ E / 41.796263°N,2.218891°E ca:C. Socós, 29 527 msnm                         | bé integrant del patrimoni cultural català | Mare de Déu dels Socors de Centelles | Modifica les dades a Wikidata |
|        | Sant Antoni de les Codines           | Centelles | església capella | 13rd century                                     | 41° 47′ 43″ N, 2° 13′ 59″ E / 41.7952440718567°N,2.23312710584228°E ca:Avinguda Molí de la Llavina 21 |                                            |                                      | Modifica les dades a Wikidata |
|        | Santa Coloma de Centelles            | Centelles | església         | Estil: arquitectura barroca 1704                 | 41° 47′ 53″ N, 2° 13′ 09″ E / 41.798057°N,2.219158°E ca:Plaça Mossèn Xandri s/n                       | bé integrant del patrimoni cultural català | Santa Coloma de Centelles            | Modifica les dades a Wikidata |
|        | Santa Magdalena de Vilarestau        | Centelles | església         | 1094                                             | 41° 46′ 33″ N, 2° 13′ 55″ E / 41.775735°N,2.231911°E 673 msnm                                         |                                            | Santa Magdalena de Vilarestau        | Modifica les dades a Wikidata |
|        | Santa Maria de Jesús                 | Centelles | església         | Estil: arquitectura del Renaixement              | 41° 47′ 54″ N, 2° 13′ 04″ E / 41.7984°N,2.217914°E                                                    | bé integrant del patrimoni cultural català | Santa Maria de Jesús (Centelles)     | Modifica les dades a Wikidata |

## font
| imatge | Nom                           | Ubicat a  | instància de                   | Detalls                               | coordenades | Protecció | Commons (més fotos) | Dades a WD                    |
| ------ | ----------------------------- | --------- | ------------------------------ | ------------------------------------- | --- | --------- | ------------------- | ----------------------------- |
|        | font de la Plaça de l'Estació | Centelles | font                           | 20th century                          | 41° 47′ 57″ N, 2° 13′ 22″ E / 41.79924°N,2.22274°E ca:Plaça de l'Estació                                                                                               |           |                     | Modifica les dades a Wikidata |
|        | font del Serrat               | Centelles | font                           | 1976                                  | 41° 47′ 45″ N, 2° 13′ 08″ E / 41.79591°N,2.21892°E ca:Carrer del Serrat s/n                                                                                            |           |                     | Modifica les dades a Wikidata |
|        | font del carrer Buenos Aires  | Centelles | font estructura arquitectònica | Estil: modernisme català 20th century | 41° 47′ 41″ N, 2° 13′ 22″ E / 41.7948°N,2.22264°E 41° 47′ 41″ N, 2° 13′ 21″ E / 41.79476547241211°N,2.222609758377075°E ca:Carrer Buenos Aires, 16 ca:Buenos Aires, 16 |           |                     | Modifica les dades a Wikidata |

## granja
| imatge | Nom               | Ubicat a  | instància de | Detalls | coordenades                                                        | Protecció | Commons (més fotos) | Dades a WD                    |
| ------ | ----------------- | --------- | ------------ | ------- | ------------------------------------------------------------------ | --------- | ------------------- | ----------------------------- |
|        | Granges Puig      | Centelles | granja       |         | 41° 47′ 55″ N, 2° 12′ 42″ E / 41.798638969887°N,2.21173347965609°E |           |                     | Modifica les dades a Wikidata |
|        | Granja Sant Martí | Centelles | granja       |         |                                                                    |           |                     | Modifica les dades a Wikidata |

## indret
| imatge | Nom               | Ubicat a                          | instància de | Detalls | coordenades                                                   | Protecció | Commons (més fotos) | Dades a WD                    |
| ------ | ----------------- | --------------------------------- | ------------ | ------- | ------------------------------------------------------------- | --------- | ------------------- | ----------------------------- |
|        | Cingles del Cerdà | Sant Martí de Centelles Centelles | indret       |         | 41° 45′ 54″ N, 2° 14′ 16″ E / 41.764867°N,2.237742°E 730 msnm |           | Cingles del Cerdà   | Modifica les dades a Wikidata |
|        | L'Adorar          | Sant Martí de Centelles Centelles | indret       |         | 41° 45′ 37″ N, 2° 14′ 28″ E / 41.760308°N,2.241083°E 482 msnm |           | L'Adorar            | Modifica les dades a Wikidata |

## masia
| imatge | Nom                      | Ubicat a          | instància de     | Detalls                                  | coordenades                                                                                          | Protecció                                            | Commons (més fotos)       | Dades a WD                    |
| ------ | ------------------------ | ----------------- | ---------------- | ---------------------------------------- | --- | ---------------------------------------------------- | ------------------------- | ----------------------------- |
|        | Ca l'Aràs                | Centelles         | masia            |                                          | 41° 47′ 29″ N, 2° 13′ 49″ E / 41.7915059271598°N,2.23039148856885°E                                  |                                                      |                           | Modifica les dades a Wikidata |
|        | Ca la Manescala          | Centelles         | masia            |                                          | 41° 47′ 42″ N, 2° 12′ 54″ E / 41.7949237570927°N,2.21504076961199°E 565 msnm                         |                                                      | Ca la Manescala           | Modifica les dades a Wikidata |
|        | Can Felot                | Centelles         | masia            |                                          | 41° 47′ 53″ N, 2° 13′ 34″ E / 41.7980616265489°N,2.22617245838888°E                                  |                                                      | Can Felot                 | Modifica les dades a Wikidata |
|        | Can Gambatet             | Centelles         | masia            |                                          | 41° 47′ 14″ N, 2° 13′ 13″ E / 41.7873216149833°N,2.22028432625696°E                                  |                                                      |                           | Modifica les dades a Wikidata |
|        | Can General              | Centelles         | masia            | 19th century                             | 41° 47′ 19″ N, 2° 12′ 56″ E / 41.7884873198691°N,2.21555254914694°E ca:Carrer del Mas, s/n           |                                                      |                           | Modifica les dades a Wikidata |
|        | Can Manel                | Centelles         | masia            |                                          | 41° 47′ 36″ N, 2° 12′ 42″ E / 41.7933243593983°N,2.21165417387906°E                                  |                                                      |                           | Modifica les dades a Wikidata |
|        | Can Marc                 | Centelles         | masia            | 18th century                             | 41° 47′ 46″ N, 2° 13′ 52″ E / 41.7961938145148°N,2.23103350860486°E ca:Mas Can Marca                 |                                                      |                           | Modifica les dades a Wikidata |
|        | Can Marc                 | Centelles         | masia            |                                          | 41° 47′ 41″ N, 2° 14′ 00″ E / 41.794830322265625°N,2.233459949493408°E ca:Falgueres                  |                                                      |                           | Modifica les dades a Wikidata |
|        | Can Martral              | Centelles         | masia            |                                          | 41° 48′ 29″ N, 2° 12′ 55″ E / 41.807948764251°N,2.21519478338521°E                                   |                                                      |                           | Modifica les dades a Wikidata |
|        | Can Mencior              | Centelles         | masia            |                                          | 41° 48′ 15″ N, 2° 13′ 02″ E / 41.8041260334125°N,2.21727581675841°E                                  |                                                      |                           | Modifica les dades a Wikidata |
|        | Can Milhomes             | Centelles         | masia            |                                          | 41° 48′ 24″ N, 2° 12′ 31″ E / 41.8067331266366°N,2.20867285723195°E ca:Mas Can Milhomes              |                                                      |                           | Modifica les dades a Wikidata |
|        | Can Moreu                | Centelles         | masia            | 16th century                             | 41° 47′ 24″ N, 2° 13′ 00″ E / 41.7900707876406°N,2.21661640439853°E ca:C-1413, km 16,4 569 msnm      |                                                      | Can Moreu (Centelles)     | Modifica les dades a Wikidata |
|        | Can Pere                 | Centelles         | masia            |                                          | 41° 47′ 07″ N, 2° 13′ 42″ E / 41.785266°N,2.228393°E 509 msnm                                        |                                                      | Can Pere de l'Ollic       | Modifica les dades a Wikidata |
|        | Can Pinyana              | Centelles         | masia            |                                          | 41° 46′ 52″ N, 2° 13′ 11″ E / 41.7811303722637°N,2.21976969740724°E                                  |                                                      |                           | Modifica les dades a Wikidata |
|        | Can Puig-xoriguer        | Centelles         | masia            |                                          | 41° 48′ 15″ N, 2° 13′ 26″ E / 41.8042067330665°N,2.22385949332719°E                                  |                                                      | Can Puig-xoriguer         | Modifica les dades a Wikidata |
|        | Can Riu                  | Centelles         | masia            |                                          | 41° 48′ 20″ N, 2° 13′ 11″ E / 41.8055115082427°N,2.21969063123054°E                                  |                                                      |                           | Modifica les dades a Wikidata |
|        | Can Tresquarts           | Centelles         | masia            | 18th century                             | 41° 45′ 32″ N, 2° 13′ 51″ E / 41.758839928302°N,2.23070974300983°E ca:Mas Can Tres Quarts 713 msnm   | bé cultural d'interès local                          | Can Tresquarts            | Modifica les dades a Wikidata |
|        | Can Vitori               | Centelles         | masia            |                                          | 41° 48′ 25″ N, 2° 13′ 04″ E / 41.8070653123175°N,2.21772157101415°E                                  |                                                      |                           | Modifica les dades a Wikidata |
|        | Casa Nova de Can Cua     | Centelles         | masia            |                                          | 41° 48′ 23″ N, 2° 13′ 14″ E / 41.806465°N,2.220583°E                                                 |                                                      | Casa Nova de Can Cua      | Modifica les dades a Wikidata |
|        | Casa Nova de la Plantada | Centelles         | masia            |                                          | 41° 48′ 26″ N, 2° 13′ 22″ E / 41.8072978474309°N,2.22278688574859°E                                  |                                                      | Casa Nova de la Plantada  | Modifica les dades a Wikidata |
|        | Castellar                | Centelles         | masia            |                                          | 41° 47′ 00″ N, 2° 13′ 36″ E / 41.783212875602°N,2.22671204371198°E 526 msnm                          |                                                      | Castellar (Centelles)     | Modifica les dades a Wikidata |
|        | Marçó de Dalt            | Centelles         | masia            | Estil: arquitectura popular 18th century | 41° 47′ 46″ N, 2° 12′ 58″ E / 41.796083°N,2.216139°E ca:Av. Font del Marçó - c. Fortià Solà 547 msnm | bé integrant del patrimoni cultural català           | Marçó de Dalt             | Modifica les dades a Wikidata |
|        | Mas Vinyoles             | Centelles         | masia casa forta | Estil: arquitectura popular              | 41° 47′ 44″ N, 2° 12′ 24″ E / 41.795647°N,2.206623°E ca:Crta. de Sant Feliu a Vic, km 17             | bé d'interès cultural bé cultural d'interès nacional | Vinyoles (Centelles)      | Modifica les dades a Wikidata |
|        | Terrades                 | Centelles         | masia            | 16th century                             | 41° 48′ 20″ N, 2° 12′ 44″ E / 41.8054433009941°N,2.2123362424196°E ca:Mas Terrades                   |                                                      |                           | Modifica les dades a Wikidata |
|        | Ventaiola                | Centelles         | masia            |                                          | 41° 46′ 16″ N, 2° 14′ 26″ E / 41.7710101789124°N,2.24046631997259°E                                  |                                                      |                           | Modifica les dades a Wikidata |
|        | el Cerdà de la Garga     | Centelles         | masia            | Estil: arquitectura popular              | 41° 46′ 18″ N, 2° 13′ 48″ E / 41.771624°N,2.230091°E ca:Trencall crtra. 1413, a 3,5 km               | bé cultural d'interès local                          | El Cerdà de la Garga      | Modifica les dades a Wikidata |
|        | el Cogul                 | Centelles         | masia            |                                          | 41° 47′ 59″ N, 2° 12′ 33″ E / 41.7997562870262°N,2.20917999384196°E                                  |                                                      |                           | Modifica les dades a Wikidata |
|        | el Giol                  | Centelles         | masia            | Estil: arquitectura popular 13rd century | 41° 47′ 52″ N, 2° 12′ 27″ E / 41.797779°N,2.20757°E ca:Mas El Giol 606 msnm                          | bé integrant del patrimoni cultural català           |                           | Modifica les dades a Wikidata |
|        | el Masot                 | Centelles         | masia            |                                          | 41° 47′ 20″ N, 2° 13′ 11″ E / 41.7889397017176°N,2.21981942671651°E ca:Carrer del Mas                |                                                      |                           | Modifica les dades a Wikidata |
|        | el Puig Nou              | Centelles         | masia            |                                          | 41° 48′ 04″ N, 2° 12′ 54″ E / 41.8011299735164°N,2.21510947444564°E                                  |                                                      |                           | Modifica les dades a Wikidata |
|        | el Puig Vell             | Centelles         | masia            | Estil: arquitectura popular              | 41° 48′ 02″ N, 2° 12′ 33″ E / 41.800456°N,2.209126°E 620 msnm                                        | bé integrant del patrimoni cultural català           | El Puig Vell              | Modifica les dades a Wikidata |
|        | el Rossell               | Centelles         | masia            |                                          | 41° 47′ 18″ N, 2° 14′ 12″ E / 41.7884410228085°N,2.23675846440233°E 468 msnm                         |                                                      | El Rossell (Centelles)    | Modifica les dades a Wikidata |
|        | el Soler                 | Centelles         | masia            | 18th century                             | 41° 47′ 43″ N, 2° 12′ 30″ E / 41.7952658482262°N,2.2084528534882°E ca:Mas el Soler                   |                                                      |                           | Modifica les dades a Wikidata |
|        | el Sunyer                | Centelles         | masia            |                                          | 41° 45′ 42″ N, 2° 13′ 42″ E / 41.761529°N,2.228201°E ca:Mas el Sunyer 715 msnm                       | bé cultural d'interès local                          | El Sunyer (Centelles)     | Modifica les dades a Wikidata |
|        | els Sots del Presseguer  | Centelles         | masia            |                                          | 41° 45′ 48″ N, 2° 13′ 27″ E / 41.7631998058213°N,2.22408923059907°E                                  |                                                      |                           | Modifica les dades a Wikidata |
|        | l'Estrada                | Centelles         | masia            |                                          | 41° 47′ 47″ N, 2° 12′ 42″ E / 41.7965132749303°N,2.21172342014576°E                                  |                                                      |                           | Modifica les dades a Wikidata |
|        | l'Ollic                  | Centelles         | masia            |                                          | 41° 46′ 51″ N, 2° 13′ 56″ E / 41.7809178770852°N,2.23234718873899°E                                  |                                                      | L'Ollic                   | Modifica les dades a Wikidata |
|        | la Costa                 | Centelles         | masia            |                                          | 41° 45′ 57″ N, 2° 13′ 21″ E / 41.7659091900677°N,2.22250463746444°E                                  |                                                      |                           | Modifica les dades a Wikidata |
|        | la Crosella              | Centelles         | masia            |                                          | 41° 46′ 43″ N, 2° 13′ 24″ E / 41.7785335436801°N,2.22333886769296°E                                  |                                                      |                           | Modifica les dades a Wikidata |
|        | la Plantada              | Balenyà Centelles | masia            |                                          | 41° 48′ 30″ N, 2° 13′ 15″ E / 41.8084007442922°N,2.2207270005849°E                                   |                                                      | La Plantada (Balenyà)     | Modifica les dades a Wikidata |
|        | la Rovira de Baix        | Centelles         | masia            | 16th century                             | 41° 47′ 13″ N, 2° 12′ 44″ E / 41.7868965317955°N,2.21210599895189°E ca:Mas la Rovira de Baix         |                                                      |                           | Modifica les dades a Wikidata |
|        | la Teuleria              | Centelles         | masia            |                                          | 41° 47′ 37″ N, 2° 13′ 56″ E / 41.7936071194267°N,2.23212357745153°E                                  |                                                      |                           | Modifica les dades a Wikidata |
|        | la Teuleria del Cerdà    | Centelles         | masia            |                                          | 41° 46′ 05″ N, 2° 13′ 18″ E / 41.767934886406465°N,2.2215878963470463°E                              |                                                      |                           | Modifica les dades a Wikidata |
|        | la Torre d'en Pla        | Centelles         | masia            |                                          | 41° 47′ 35″ N, 2° 12′ 35″ E / 41.7931392672096°N,2.20962240993633°E                                  |                                                      |                           | Modifica les dades a Wikidata |
|        | les Canes                | Centelles         | masia            | 17th century                             | 41° 46′ 56″ N, 2° 14′ 37″ E / 41.782245°N,2.243748°E ca:Mas de les Canes 444 msnm                    |                                                      | Les Canes                 | Modifica les dades a Wikidata |
|        | les Falgueres            | Centelles         | masia            | Estil: arquitectura popular              | 41° 47′ 32″ N, 2° 13′ 55″ E / 41.7923°N,2.232°E ca:Carrer Falgueres, 4 479 msnm                      | bé integrant del patrimoni cultural català           | Les Falgueres (Centelles) | Modifica les dades a Wikidata |

## molí d'aigua
| imatge | Nom                | Ubicat a  | instància de | Detalls                                   | coordenades | Protecció                                  | Commons (més fotos) | Dades a WD                    |
| ------ | ------------------ | --------- | ------------ | ----------------------------------------- | --- | ------------------------------------------ | ------------------- | ----------------------------- |
|        | Molí de l'Estrada  | Centelles | molí d'aigua | Estil: arquitectura popular 16th century  | 41° 47′ 49″ N, 2° 12′ 41″ E / 41.7969°N,2.21129°E ca:Trencall a l'esquerra de la carretera de Sant Feliu de Codines a Vic 565 msnm | bé integrant del patrimoni cultural català | Molí de l'Estrada   | Modifica les dades a Wikidata |
|        | Molí de la Llavina | Centelles | molí d'aigua | Estil: arquitectura popular 19th century  | 41° 47′ 10″ N, 2° 13′ 49″ E / 41.78606°N,2.2302°E ca:Mas Llavina 482 msnm                                                          | bé integrant del patrimoni cultural català | Molí de la Llavina  | Modifica les dades a Wikidata |
|        | Molí de les Canes  | Centelles | molí d'aigua | Estil: arquitectura popular Estat: ruïnós | 41° 46′ 58″ N, 2° 14′ 40″ E / 41.78272°N,2.24437°E 430 msnm                                                                        | bé integrant del patrimoni cultural català | Molí de les Canes   | Modifica les dades a Wikidata |
|        | Molí del Rossell   | Centelles | molí d'aigua | Estil: arquitectura popular               | 41° 47′ 13″ N, 2° 14′ 24″ E / 41.78681°N,2.240133°E                                                                                | bé integrant del patrimoni cultural català |                     | Modifica les dades a Wikidata |

## muntanya
| imatge | Nom           | Ubicat a  | instància de | Detalls | coordenades                                                         | Protecció | Commons (més fotos) | Dades a WD                    |
| ------ | ------------- | --------- | ------------ | ------- | ------------------------------------------------------------------- | --------- | ------------------- | ----------------------------- |
|        | Morro de Porc | Centelles | muntanya     |         | 41° 47′ 07″ N, 2° 12′ 16″ E / 41.78533306°N,2.20436111°E 966.6 msnm |           |                     | Modifica les dades a Wikidata |
|        | Turó Rodó     | Centelles | muntanya     |         | 41° 47′ 01″ N, 2° 12′ 17″ E / 41.78357861°N,2.20461111°E 967 msnm   |           |                     | Modifica les dades a Wikidata |

## nucli de població
| imatge | Nom                        | Ubicat a  | instància de      | Detalls | coordenades                                                           | Protecció | Commons (més fotos) | Dades a WD                    |
| ------ | -------------------------- | --------- | ----------------- | ------- | --------------------------------------------------------------------- | --------- | ------------------- | ----------------------------- |
|        | Puigsagordi                | Centelles | nucli de població |         | 41° 48′ 08″ N, 2° 11′ 39″ E / 41.8023°N,2.19428°E                     |           |                     | Modifica les dades a Wikidata |
|        | Sant Antoni                | Centelles | nucli de població |         | 41° 47′ 39″ N, 2° 14′ 04″ E / 41.7941448203697°N,2.23441601399368°E   |           |                     | Modifica les dades a Wikidata |
|        | Sant Pau                   | Centelles | nucli de població |         | 41° 46′ 28″ N, 2° 14′ 31″ E / 41.77445°N,2.24207°E                    |           |                     | Modifica les dades a Wikidata |
|        | el Carrer de les Comtesses | Centelles | nucli de població |         | 41° 46′ 05″ N, 2° 13′ 06″ E / 41.7681349383595°N,2.2182619571685795°E |           |                     | Modifica les dades a Wikidata |

## polígon industrial
| imatge | Nom                              | Ubicat a  | instància de       | Detalls | coordenades                                                         | Protecció | Commons (més fotos) | Dades a WD                    |
| ------ | -------------------------------- | --------- | ------------------ | ------- | ------------------------------------------------------------------- | --------- | ------------------- | ----------------------------- |
|        | Polígon industrial Congost       | Centelles | polígon industrial |         | 41° 47′ 37″ N, 2° 13′ 58″ E / 41.7937380295518°N,2.23284416359018°E |           |                     | Modifica les dades a Wikidata |
|        | Polígon industrial Els Casals    | Centelles | polígon industrial |         | 41° 48′ 05″ N, 2° 13′ 41″ E / 41.8013519355175°N,2.22792641913528°E |           |                     | Modifica les dades a Wikidata |
|        | Polígon industrial La Gavarra    | Centelles | polígon industrial |         | 41° 47′ 22″ N, 2° 13′ 36″ E / 41.7893903863572°N,2.22652948941152°E |           |                     | Modifica les dades a Wikidata |
|        | Polígon industrial Puig-xoriguer | Centelles | polígon industrial |         | 41° 48′ 07″ N, 2° 13′ 29″ E / 41.8018167857169°N,2.22473094842804°E |           |                     | Modifica les dades a Wikidata |

## pont
| imatge | Nom                           | Ubicat a  | instància de          | Detalls                                                                           | coordenades                                                                                 | Protecció                                  | Commons (més fotos)           | Dades a WD                    |
| ------ | ----------------------------- | --------- | --------------------- | --------------------------------------------------------------------------------- | ------------------------------------------------------------------------------------------- | ------------------------------------------ | ----------------------------- | ----------------------------- |
|        | Pont de Centelles             | Centelles | pont                  | 20th century Travessa: Congost Estat: bon estat                                   | 41° 47′ 43″ N, 2° 14′ 03″ E / 41.79532°N,2.23421°E ca:Avinguda Ildefons Cerdà, s/n 464 msnm |                                            |                               | Modifica les dades a Wikidata |
|        | Pont de Puig-xoriguer         | Centelles | pont                  | Travessa: línia Barcelona-Ripoll                                                  | 41° 48′ 13″ N, 2° 13′ 21″ E / 41.80348°N,2.22245°E                                          |                                            | Pont de Puig-xoriguer         | Modifica les dades a Wikidata |
|        | Pont de ferro                 | Centelles | pont pont de vianants | Estil: arquitectura del ferro 1909 Travessa: línia Barcelona-Ripoll Estat: malmès | 41° 47′ 57″ N, 2° 13′ 22″ E / 41.799091°N,2.222865°E ca:Plaça de l'Estació 513 msnm         | bé integrant del patrimoni cultural català | Pont de ferro (Centelles)     | Modifica les dades a Wikidata |
|        | Pont de les Bruixes           | Centelles | pont                  | Hi passa: línia Barcelona-Ripoll línia R3                                         | 41° 47′ 38″ N, 2° 13′ 36″ E / 41.7939208975609°N,2.2265352000097°E                          |                                            |                               | Modifica les dades a Wikidata |
|        | Pont de pedra de Cal Xicorrei | Centelles | pont                  | Estil: modernisme català                                                          | 41° 47′ 54″ N, 2° 13′ 08″ E / 41.798317°N,2.21901°E 524 msnm                                | bé integrant del patrimoni cultural català | Pont de pedra de Cal Xicorrei | Modifica les dades a Wikidata |

## rellotge de sol
| imatge | Nom                                      | Ubicat a  | instància de    | Detalls                                  | coordenades                                                                  | Protecció | Commons (més fotos) | Dades a WD                    |
| ------ | ---------------------------------------- | --------- | --------------- | ---------------------------------------- | ---------------------------------------------------------------------------- | --------- | ------------------- | ----------------------------- |
|        | rellotge de sol de Can General           | Centelles | rellotge de sol | 20th century                             | 41° 47′ 18″ N, 2° 12′ 56″ E / 41.78835°N,2.21552°E ca:Carrer del Mas, s/n    |           |                     | Modifica les dades a Wikidata |
|        | rellotge de sol de Can Moreu             | Centelles | rellotge de sol | 20th century                             | 41° 47′ 24″ N, 2° 12′ 59″ E / 41.79002°N,2.21644°E ca:Can Moreu              |           |                     | Modifica les dades a Wikidata |
|        | rellotge de sol de la Llavina            | Centelles | rellotge de sol | Estil: arquitectura popular 20th century | 41° 47′ 09″ N, 2° 13′ 37″ E / 41.78584°N,2.22689°E ca:camí de la Llavina, 19 |           |                     | Modifica les dades a Wikidata |
|        | rellotge de sol del Mas Cerdà            | Centelles | rellotge de sol | 16th century                             | 41° 46′ 18″ N, 2° 13′ 49″ E / 41.77161°N,2.23018°E ca:Mas Cerdà              |           |                     | Modifica les dades a Wikidata |
|        | rellotge de sol del carrer Fortuny 11    | Centelles | rellotge de sol | 20th century                             | 41° 47′ 54″ N, 2° 13′ 17″ E / 41.79843°N,2.22143°E ca:Carrer Fortuny 11      |           |                     | Modifica les dades a Wikidata |
|        | rellotge de sol del carrer Sant Jaume 14 | Centelles | rellotge de sol | 20th century                             | 41° 47′ 41″ N, 2° 13′ 09″ E / 41.79471°N,2.21923°E ca:Carrer Sant Jaume 14   |           |                     | Modifica les dades a Wikidata |

## Misc
| imatge | Nom                                      | Ubicat a | instància de                                                                   | Detalls                                               | coordenades | Protecció                                            | Commons (més fotos)                 | Dades a WD                    |
| ------ | ---------------------------------------- | --- | ------------------------------------------------------------------------------ | ----------------------------------------------------- | --- | ---------------------------------------------------- | ----------------------------------- | ----------------------------- |
|        | C-1413b                                  | Catalunya Caldes de Montbui Sant Feliu de Codines Sant Quirze Safaja Sant Martí de Centelles Centelles Balenyà | carretera                                                                      |                                                       | 41° 42′ 27″ N, 2° 09′ 22″ E / 41.7075°N,2.15598°E |                                                      |                                     | Modifica les dades a Wikidata |
|        | Centelles                                | Centelles | entitat singular de població capital municipal ens local històric de Catalunya | 7771 hab                                              | 41° 47′ 51″ N, 2° 13′ 08″ E / 41.79746°N,2.21902°E 519 msnm |                                                      |                                     | Modifica les dades a Wikidata |
|        | Coll de Sauva Negra                      | Castellcir Sant Martí de Centelles Centelles                                                                   | collada                                                                        |                                                       | 41° 46′ 56″ N, 2° 11′ 10″ E / 41.78212222°N,2.18601°E 922.9 msnm |                                                      |                                     | Modifica les dades a Wikidata |
|        | Col·legi Ildefons Cerdà                  | Centelles | edifici escolar                                                                | Estil: noucentisme                                    | 41° 47′ 53″ N, 2° 12′ 57″ E / 41.797963°N,2.215969°E ca:Av. de les Escoles, s/n 540 msnm | bé integrant del patrimoni cultural català           | Col·legi Ildefons Cerdà (Centelles) | Modifica les dades a Wikidata |
|        | Conjunt fabril tèxtil de GMB o Can Sopes | Centelles | conjunt d'edificis                                                             | 19th century                                          | 41° 47′ 35″ N, 2° 13′ 10″ E / 41.79316°N,2.21935°E ca:Carrer Rodolf Batlle, s/n |                                                      |                                     | Modifica les dades a Wikidata |
|        | Estació de Centelles                     | Centelles | estació de ferrocarril edifici                                                 |                                                       | 41° 47′ 58″ N, 2° 13′ 21″ E / 41.79933333333334°N,2.222611111111111°E ca:Plaça de l'Estació, s/n |                                                      | Centelles train station             | Modifica les dades a Wikidata |
|        | Fornícula del carrer Sant Joan, 1        | Centelles | element arquitectònic                                                          | 18th century                                          | 41° 47′ 45″ N, 2° 13′ 08″ E / 41.79586°N,2.21898°E ca:Carrer Sant Joan, 1 |                                                      |                                     | Modifica les dades a Wikidata |
|        | Monument a Ildefons Cerdà                | Centelles | monument obra escultòrica                                                      | Creador: Jordi Díez i Fernández 2010                  | 41° 47′ 52″ N, 2° 13′ 26″ E / 41.797908782958984°N,2.2239439487457275°E ca:Av. Ildefons Cerdà / Av. dels Esports                                                                                         |                                                      | Monument a Ildefons Cerdà           | Modifica les dades a Wikidata |
|        | Museu del Caganer                        | Centelles | museu d'art col·lecció                                                         | 2014-12-14                                            | 41° 47′ 59″ N, 2° 13′ 09″ E / 41.79985444288244°N,2.219282022781591°E ca:carrer Jesús, 36 |                                                      |                                     | Modifica les dades a Wikidata |
|        | Nau industrial Estabanell                | Centelles | nau industrial                                                                 | 1934 Estat: bon estat                                 | 41° 48′ 05″ N, 2° 13′ 34″ E / 41.801319°N,2.226174°E ca:Carre del Cementir, s/n. 500 msnm |                                                      | Nau Estabanell (Centelles)          | Modifica les dades a Wikidata |
|        | Palau dels Comtes de Centelles           | Centelles | palau                                                                          | Estil: arquitectura del Renaixement 16th century      | 41° 47′ 51″ N, 2° 13′ 10″ E / 41.7975°N,2.21937°E ca:Plaça Major, 5 526 msnm | bé d'interès cultural bé cultural d'interès nacional | Palau Comtal de Centelles           | Modifica les dades a Wikidata |
|        | Pedrera del Cerdà                        | Centelles | pedrera                                                                        |                                                       | 41° 46′ 20″ N, 2° 13′ 25″ E / 41.7722029215582°N,2.22352352810884°E |                                                      |                                     | Modifica les dades a Wikidata |
|        | Portal de Centelles                      | Centelles | porta de ciutat                                                                | Estil: gòtic flamíger                                 | 41° 47′ 53″ N, 2° 13′ 06″ E / 41.798085°N,2.218341°E | bé d'interès cultural bé cultural d'interès nacional | Portal de Centelles                 | Modifica les dades a Wikidata |
|        | Rectoria de Centelles                    | Centelles | rectoria                                                                       | Estil: arquitectura popular 18th century 19th century | 41° 47′ 54″ N, 2° 13′ 11″ E / 41.798199°N,2.219673°E ca:C. Estrangers, 6 524 msnm | bé integrant del patrimoni cultural català           | Rectoria de Centelles               | Modifica les dades a Wikidata |
|        | Sauva Negra                              | Castellcir Balenyà Centelles                                                                                   | àrea protegida bosc                                                            |                                                       | 41° 47′ 07″ N, 2° 10′ 48″ E / 41.7852275°N,2.18011388889°E |                                                      | La Sauva Negra                      | Modifica les dades a Wikidata |
|        | Via ferrada de les Baumes Corcades       | Centelles Balenyà                                                                                              | via ferrada                                                                    |                                                       | 41° 48′ 22″ N, 2° 12′ 25″ E / 41.80600947032887°N,2.2069850715605903°E |                                                      |                                     | Modifica les dades a Wikidata |
|        | bosc del Sunyer                          | Centelles | bosc roureda                                                                   |                                                       | 41° 46′ 02″ N, 2° 14′ 25″ E / 41.76717°N,2.2403°E |                                                      |                                     | Modifica les dades a Wikidata |
|        | camí de Centelles                        | Castellcir Centelles                                                                                           | camí                                                                           |                                                       | 41° 45′ 39″ N, 2° 09′ 01″ E / 41.760764°N,2.150192°E 41° 47′ 58″ N, 2° 13′ 18″ E / 41.799444°N,2.221667°E                                                                                                |                                                      | Camí de Centelles                   | Modifica les dades a Wikidata |
|        | casa consistorial de Centelles           | Centelles | casa consistorial                                                              |                                                       | 41° 47′ 53″ N, 2° 13′ 05″ E / 41.7980602°N,2.218115°E |                                                      | Ajuntament de Centelles             | Modifica les dades a Wikidata |
|        | cingles del Rossell                      | Centelles | cingle                                                                         |                                                       | 41° 47′ 08″ N, 2° 14′ 04″ E / 41.78552°N,2.23449°E |                                                      |                                     | Modifica les dades a Wikidata |
|        | creu de terme de Centelles               | Centelles | creu de terme                                                                  |                                                       | 41° 47′ 56″ N, 2° 13′ 07″ E / 41.79885811829756°N,2.218584369994839°E |                                                      | Creu de terme de Centelles          | Modifica les dades a Wikidata |
|        | dolmen del Duc                           | Centelles | dolmen                                                                         |                                                       | 41° 45′ 45″ N, 2° 14′ 35″ E / 41.7623799847221°N,2.24296206823427°E |                                                      |                                     | Modifica les dades a Wikidata |
|        | escales del carrer del Serrat            | Centelles | escala                                                                         | 18th century                                          | 41° 47′ 45″ N, 2° 13′ 08″ E / 41.79576°N,2.21887°E ca:Carrer del Serrat |                                                      |                                     | Modifica les dades a Wikidata |
|        | pla de la Garga                          | Sant Martí de Centelles Centelles                                                                              | plana indret                                                                   |                                                       | 41° 46′ 06″ N, 2° 13′ 34″ E / 41.768448°N,2.226249°E ca:Antiga parròquia de Sant Martí de Centelles i Sant Miquel Sesperxes                                                                              |                                                      |                                     | Modifica les dades a Wikidata |
|        | safareig del Serrat                      | Centelles | estructura arquitectònica safareig                                             | 19th century                                          | 41° 47′ 41″ N, 2° 13′ 06″ E / 41.79463577270508°N,2.218421936035156°E 41° 47′ 41″ N, 2° 13′ 06″ E / 41.7946°N,2.21843°E ca:Sant Martí, 1 / Serrat ca:Carrer Sant Martí 1, cantonada amb el carrer Serrat |                                                      |                                     | Modifica les dades a Wikidata |